# Richard Best, Baron Best

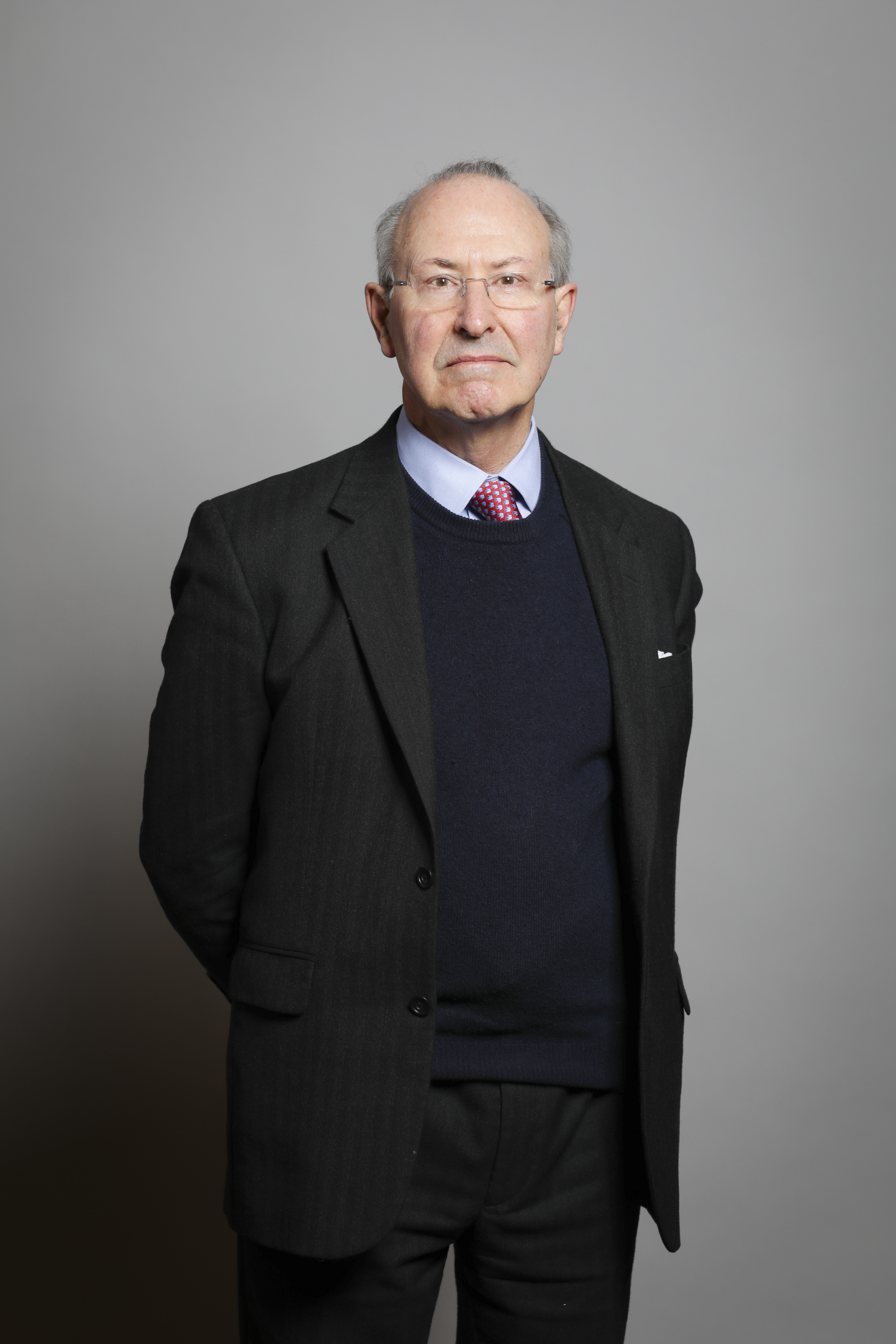
Richard Best, Baron Best, 2019

Richard Stuart Best, Baron Best OBE (* 22. Juni 1945) ist ein britischer Life Peer.

## Karriere
Best besuchte die Shrewsbury School und anschließend die University of Nottingham. Von 1970 bis 1973 war er Direktor des British Churches Housing Trust, anschließend bis 1988 der Federation of Housing Associations. Von 1988 bis Dezember 2006 leitete er die Joseph Rowntree Foundation und den Joseph Rowntree Housing Trust.
1988 wurde Best mit den Order of the British Empire ausgezeichnet und am 4. Juni 2001 wurde er zum Life Peer als Baron Best, of Godmanstone in the County of Dorset, ernannt. Er sitzt seither als Crossbencher im House of Lords. Am 13. Juli 2007 wurde ihm die Ehrendoktorwürde der University of York verliehen.

## Familie
Er ist in zweiter Ehe verheiratet und hat vier Kinder.